# NGC 6770
NGC 6770 é uma galáxia espiral barrada (SBb/P) localizada na direcção da constelação de Pavo. Possui uma declinação de -60° 29' 46" e uma ascensão recta de 19 horas, 18 minutos e 37,0 segundos.
A galáxia NGC 6770 foi descoberta em 11 de Agosto de 1836 por John Herschel.